# Grafmonument van Willem Lodewijk van Nassau-Dillenburg

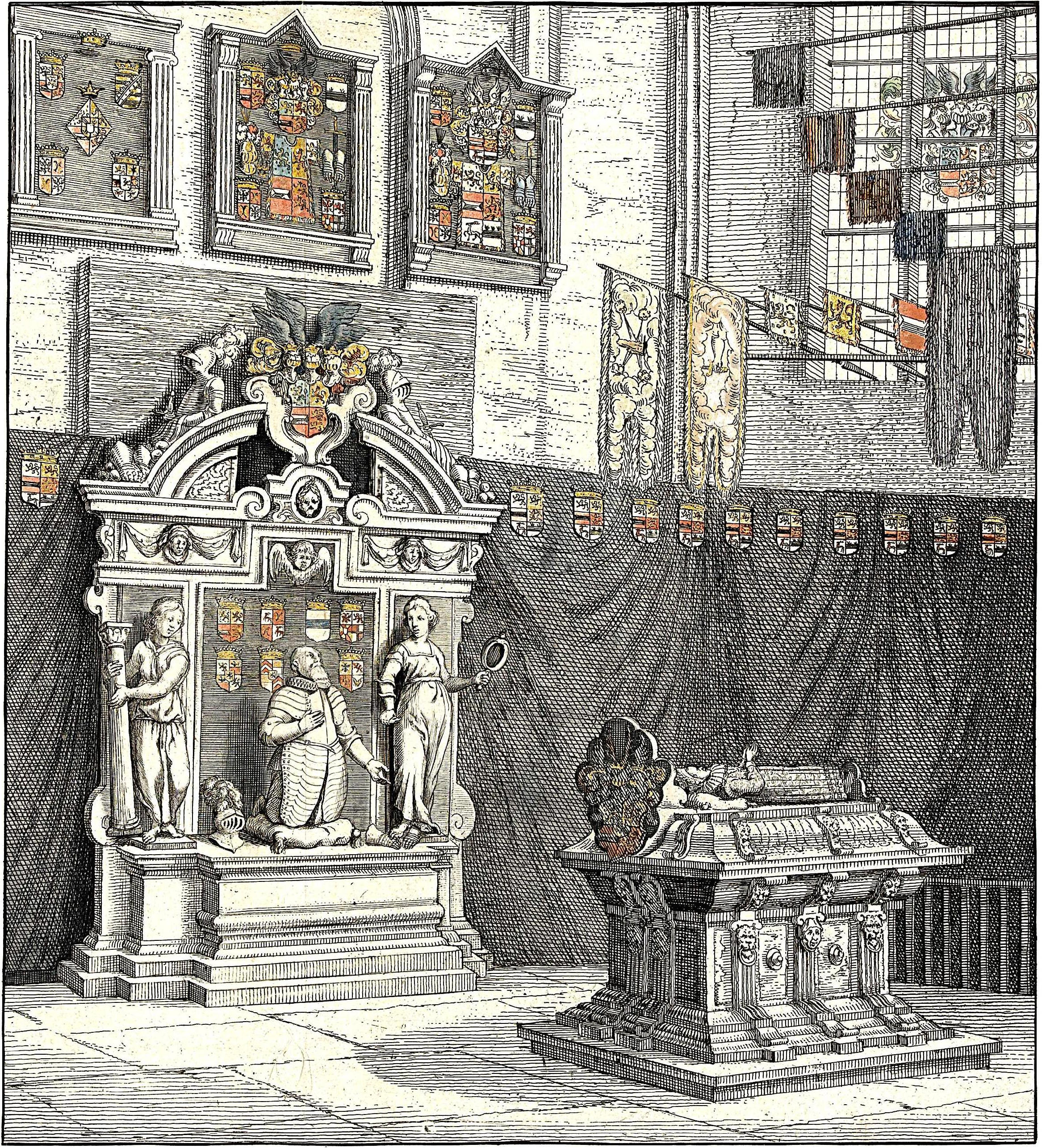
Interieur van de Grote Kerk te Leeuwarden afgebeeld in de prentserie van de begrafenis van Ernst Casimir (1646)

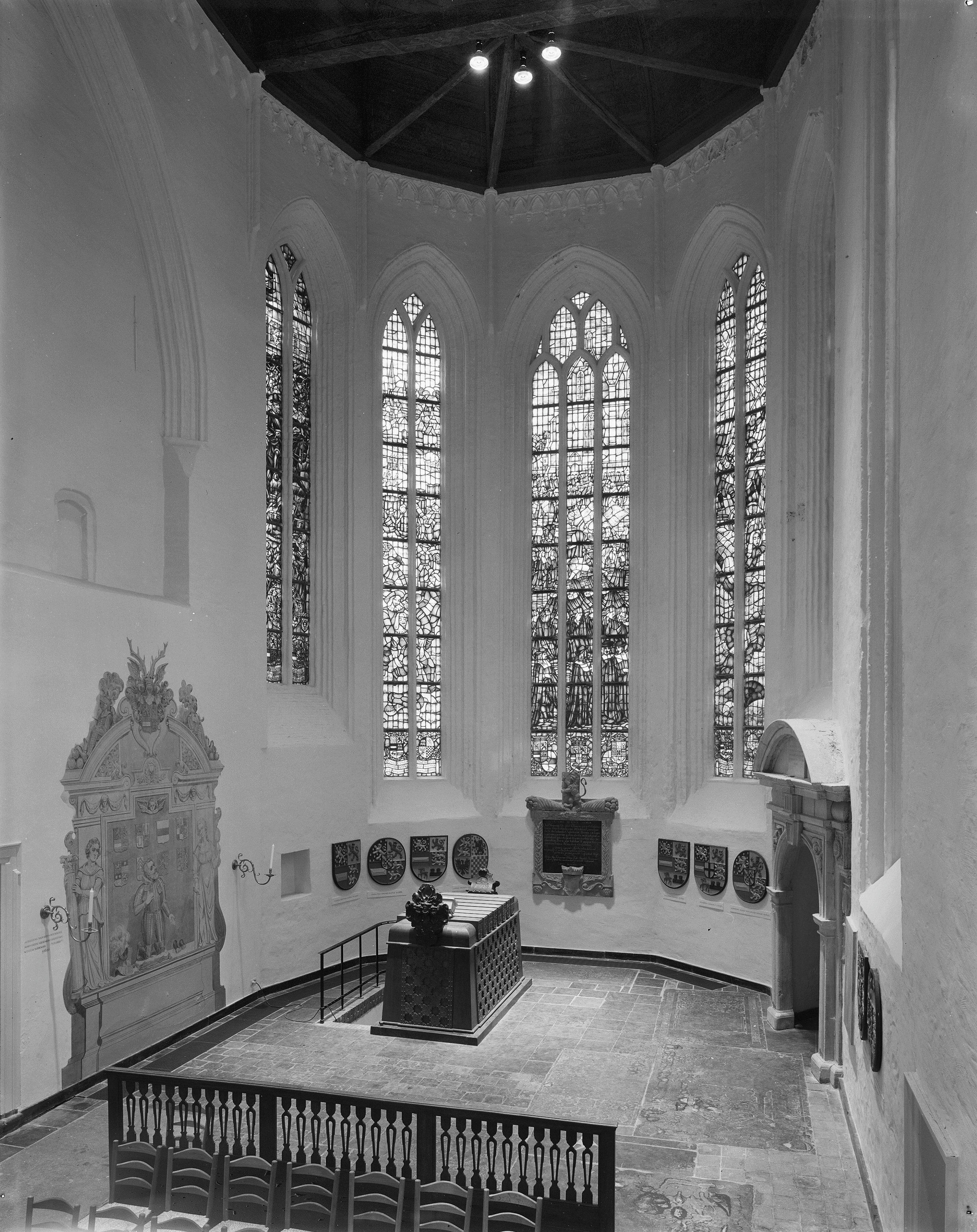
Van bovenaf met links op de muur het gereconstrueerde monument van Willem Lodewijk van Nassau-Dillenburg

Het grafmonument van Willem Lodewijk van Nassau-Dillenburg was een grafmonument tegen de muur in de Grote of Jacobijnerkerk in Leeuwarden. Ernaast bevond zich het grafmonument van Anna van Nassau, zijn echtgenote en dochter van Willem van Oranje en Anna van Sasken. Dat grafmonument sloot de toegang af van de Grafkelder van de Friesche Nassaus.
Op 1 augustus 1795 werd het grafmonument door de patriotten vernield. In 1948 werd er een reconstructie, geschilderd in grijstinten, tegen de muur geplaatst. Het grafmonument van Anna van Nassau werd in hout nagebouwd.

## Geschiedenis
Op 13 juni 1588 overleed Anna van Nassau tijdens haar eerste zwangerschap. Haar man, Willem Lodewijk van Nassau-Dillenburg, kreeg van het stadsbestuur van Leeuwarden toestemming om zijn overleden vrouw te begraven in de Grote of Jacobijnerkerk. In 1591 kwam er een grafmonument voor haar in het koor van de kerk. Dit monument werd vervaardigd door de beeldhouwer Johan Schoorman uit Gent. Het was gemaakt van zwart marmer. Hierop werd er een levensgrote gisant van Anna op geplaatst, dat vervaardigd was uit wit albast. Aan het hoofd en voeteneinde kwamen twee wapenstenen. In 1620 stierf ook Willem Lodewijk van Nassau-Dillenburg. Hij zei dat hij begraven wou worden in de stad die het dichtst bij de plaats van zijn overlijden kwam te liggen: Groningen of Leeuwarden. Dat was Leeuwarden, en hij werd bijgezet naast zijn vrouw in de grafkelder. Voor zijn grafmonument mochten 2000 of 3000 Carolusguldens mochten besteed. Het grafmonument is ontworpen door Pieter Hendricksz. de Kyser en het is uitgevoerd door een onbekende leerling.